# Rockenberg
Rockenberg település Németországban, Hessen tartományban. Lakosainak száma 4515 fő (2023. december 31.).

## Népesség
A település népességének változása:
| Lakosok száma | 4378 | 4357 | 4455 | 4545 | 4515 |
|               | 2017 | 2019 | 2021 | 2022 | 2023 |